# Louder Now
Louder Now — третий студийный альбом американской рок-группы Taking Back Sunday. В апреле 2005 года, группа начала сочинять материал для альбома. Два месяца спустя, они подписали контракт с лейблом звукозаписи Warner Records и участвовали в написании саундтрека для Фантастической четвёрки. Сразу после этого, группа арендовала студию на Манхэттене, где они сочинили песни для альбома Louder Now. К тому моменту было придумано 20 песен, одна половина из которых была отброшена, а другая — записана в виде демо. В сентябре 2006 года на Barefoot Studious в Лос-Анджелесе группа начала записывать альбом с музыкальным продюсером Эриком Валентайном. После того, как Warner Bros. сообщил о том, что не стоит торопиться, группа записала новые демо. Запись альбома была завершена в новогодние праздники 2006 года и сопровождалась туром по Великобритании, Австралии и США.
Louder Now был выпущен 25 апреля 2006 года на лейбле Warner Bros. Records. Песня «MakeDamnSure» была выпущена несколько неделями спустя синглом и сопровождалась с туром группы Angels & Airwaves. На песню «Twenty-Twenty Surgery» был выпущен клип, а месяц спустя и сингл. Клип на песню «Liar (It Takes One to Know One)» вышел в сентябре перед выходом сингла, релиз которого состоялся в ноябре. Taking Back Sunday затем принимали участие в фестивале Taste of Chaos на протяжении двух месяцев. Видеоальбом The Louder Now DVD: PartOne вышел в декабре и включал в себя бекстейдж записи клипов, закулисье тура, а также сами музыкальные клипы. Сингл «What’s It Feel Like to Be a Ghost?» был выпущен в канун Нового года. В начале 2007 года группа гастролировала по Северной Америке, после чего в апреле был выпущен сингл «My Blue Heaven». Вслед за туром с Linkin Park в составе группы произошли изменения — когда гитарист Фред Маскерино покинул группу, то его место занял Мэтью Фацци.
Louder Now получил благоприятную оценку музыкальных критиков и был выставлен альбомом года по версии журнала Kerrang!. Альбом дебютировал на второй строчке Billboard 200, разошедшись тиражом в 158 тыс. экземпляров за первую неделю после релиза; достиг топ-10 нескольких чартов Billboard, и топ-20 в Канаде, Австралии и Великобритании. Через два месяца после своего выпуска, альбому Louder Now был присвоензолотой статус Американской ассоциацией звукозаписывающих компаний (RIAA) при продажах в 500 тыс. экземпляров, а позже — серебряный Британской ассоциацией производителей фонограмм (BPI) при продажах в 60 тыс. экземпляров. По состоянию на май 2009 года альбом был продан тиражом 674 000 копий в США.
Альбом продаётся по текущий день на виртуальных музыкальных площадках и доступен к прослушиванию на различных стриминговых сервисах, таких как Amazon Music и Spotify.

## История создания
В июле 2004 года вышел второй альбом группы, Where You Want to Be, выпущенный на лейбле Victory Records. Ассоциация звукозаписывающей индустрии Америки (RIAA) сертифицировала его как золотой после 634 000 распространенных копий в Соединенных Штатах. Группа много гастролировала в течение восьми месяцев, а затем приступила к созданию своего следующего альбома. В апреле 2005 года вокалист группы, Адам Лаззара, заявил, что группа находится «в процессе написания новых песен». В апреле и мае группа отправилась в совместный тур с Jimmy Eat World, представив новые песни «Error: Operator» и «What’s It Feel Like to Be a Ghost?».
10 июня было объявлено, что группа подписала контракт с крупным лейблом Warner Bros. Records и приступит к записи своего третьего альбома в конце 2005 года. В том же месяце группа записала новую версию «Error: Operator» для приключенческой видеоигры, основанной на одноимённом фильме 2005 года Фантастическая четвёрка. Песня также была включена в саундтрек к фильму.
«Taking Back Sunday» арендовала студию на Манхэттене и делила её с The Sleeping. Группа написала 20 песен, но затем выбросила половину и записала в домашней студии демо версию, куда вошла оставшаяся половина. По словам басиста Мэтта Рубано, лирика Фреда Машерино и Адама Лаззара «для записи Where You Want To мы не проводили так много времени вместе, как для Louder Now, теперь мы знаем манеру игры каждого из нас. Мы знаем, чего хотим и чего не хотим».

## Запись
21 сентября 2005 года было объявлено, что «Taking Back Sunday» начали запись своего третьего альбома с музыкальным продюсером Эриком Валентайном. Группа выбрала Валентайна, потому что он продюсировал третий студийный альбом Songs for the Deaf (2002) американской группы Queens of the Stone Age и одноимённый альбом группы Third Eye Blind (1997). Хотя они встречались с Говардом Бенсоном и Робом Кавалло, «любовь группы к работам Эрика была вне конкуренции». В отличие от предыдущих записей, в этот раз они работали в большой студии(Barefoot Studios в Лос-Анджелесе, Калифорния). Представители Warner Bros. сказали им: «Не торопитесь, пусть это займёт столько времени, сколько нужно», и группа перезаписала демо. По словам Машерино, группа «знала, каким он должен получиться … [демо-запись] — верный способ сделать это». Работа в большой студии, по словам Лаззара, дала группе возможность «иметь более двух гитарных звуков».
По словам Рубано, группа хотела сделать альбом музыкально ориентированный на рок — не в композиционном стиле, а «в записи и тональности инструментов». Они выявили «действительно уникальный характер» во всех песнях. Во время записи гитарист Эдди Рэйс использовал усилители компаний Orange и Burman. Большинство его гитарных треков были записаны на гитаре Epiphone Casino, и он также использовал гитару Epiphone Crestwood. Часто используя звуковой эффект, имитирующий затухающие повторы на ленте, Рэйс не использовал педали дисторшна, так как усилитель Orange «сам по себе имел идеальный звук усиления». Машерино во время записи использовал свою электрогитару Gibson SG Special, которая, по его словам, имела «потрясающий звук, который является действительно теплым и дает мне моё собственное звучание». Он использовал усилитель Marshall JCM800, а также электрогитару Gibson Firebird, когда группе требовался «действительно плотный звук». Под запись барабанов было отведено три дня. Расположив четыре микрофона вокруг (и внутри) бас-барабана, Валентайн предложил Марку О’Коннеллу (ударные) расположиться в комнате, которую «он называл камерой пыток». По словам барабанщика, из-за акустики помещения барабаны звучали «безумно».
К ноябрю были готовы партии ритм-гитары, бас-гитары и ударных, оставалось закончить партию вокала и соло-гитары. Запись альбома была завершена в новогодние праздники 2006 года. Песни были записаны с помощью программно-аппаратных комплексов Pro Tools.

## Лирика
Лаззара сказал, что «Taking Back Sunday» «начинает расти», больше не сочиняя песен о том, как они учились в средней школе, понимая, что они «должны быть взрослыми во многих моментах». По словам Машерино, группа хотела творить что-то «вневременное», чтобы выделяться среди сверстников. Они «не хотели быть банальными» и поэтому использовали фортепиано, ксилофон и струнные. Ежемесячный американский музыкальный журнал Alternative Press отметил, что у Louder Now было «намного более полное звучание, гораздо более плотное», чем у Where You Want to Be. MTV назвал альбом «большим, напористым монстром рок-записи», и его название подтверждает, что это рок-запись. Звучание альбома критики отнесли к таким жанрам как альтернативный рок, эмо-поп и поп-панк.

## Релиз
В конце января 2006 года «Taking Back Sunday» гастролировали по Великобритании.16 февраля было объявлено о грядущем выпуске Louder Now. 8 февраля сингл MakeDamnSure стал доступен на музыкальных стриминговых сервисах, а в начале марта группа сняла музыкальный клип. Видео снималось в Лос-Анджелесе, режиссёром стал Марк Класфельд. По словам Рубано, группа выбрала Класфельда, потому что его сценарий для видео подходил к песне. MTV назвал это видео «мощным монтажом жестоких образов, снятых в художественной замедленной съемке», в сочетании с кадрами выступления группы в аэродинамической трубе. MakeDamnSure была выпущена на радио 14 марта. Затем группа совершила турне по Австралии. Вернувшись домой, с конца марта до середины мая они отправилась в тур по США при поддержке музыкальных коллективов Tokyo Rose и Suicide City.

## Критика
На сайте-агрегатор Metacritic Louder Now получил 64 балла из 100, что в целом говорит о «положительном отзыве». Рецензент AllMusic Кори Апар признал название альбома «подходящим для супертяжелого и агрессивного альбома, который находится как раз между двумя их альбомами Tell All Your Friends и Where You Want to Be, при этом, он раскрывает искреннюю энергию Tell All Your Friends». Скотт Хейзел из Alternative Press писал, что группу следует «похвалить не только за то, что она решила перекроить свою старую работу, но и за то, что по-настоящему пытается развиться творчески — и в большинстве случаев преуспевает в этом». Обозреватель Entertainment Weekly Кларк Коллис написал, что название альбома «оправдывает своё название благодаря большему количеству риффов и припевов» по сравнению с альбомом Where You Want to Be. Сара Дин написала на сайте FasterLouder, что Louder Now отличается от предыдущих альбомов группы. В нём «более мрачное настроение, более объемные припевы и, возможно, даже более запоминающиеся мелодии» с "привкусом эмо-поп-панка, которым славятся «Taking Back Sunday».